# Le armi di Isher
Le armi di Isher (The Weapon Shops of Isher) è un romanzo di fantascienza pubblicato nel 1951 dello scrittore canadese, naturalizzato statunitense A. E. van Vogt.
Costituisce la prima parte dell'omonimo ciclo, completato dal romanzo Hedrock l'immortale o I fabbricanti d'armi (The Weapon Makers, 1943) che narra le avventure di Hedrock, l'unico immortale creatore dei due aspetti della civiltà di Isher.

## Storia editoriale

### Racconti
Quest'opera è un cosiddetto fix up, nato dalla fusione dei racconti:
The Weapon Shopa sua volta è lo sviluppo di una storia molto più breve, The Seesaw originariamente pubblicata su Analog Science Fiction and Fact del luglio 1941; una traduzione in italiano di Mario N. Leone intitolata L'altalena è stata pubblicata nel settembre 1980 dalla Editoriale Del Drago nel volume n. III.20 della Grande Enciclopedia della Fantascienza intitolato Oltre il nostro Sistema Solare: una traduzione in italiano di Antonio Bellomi, pure intitolata L'altalena è stata inserita nell'antologia Le grandi storie della fantascienza 3 (1941).
The Weapon Shop fu pubblicato per la prima volta nel numero di dicembre 1942 di Astounding Science Fiction; una traduzione di G. P. Sandri, intitolata Il negozio delle armi  è stata pubblicata dalla Armenia Editore come parte dell'antologia personale Il meglio di A. E. Van Vogt. Una grande antologia personale. 12 racconti (The Best of A. E. Van Vogt, 1974), nel 1978 nel volume n. 9 della collana Robot Speciale, una traduzione di G. P. Sandri e Laura Castelli, pure intitolata Il negozio delle armi  è stata pubblicata dalla Interno Giallo nell'ottobre 1991, come parte dell'antologia Il grande libro della fantascienza. L'età dell'oro. Romanzi brevi degli anni '40 (The Mammoth Book of Golden Age Science Fiction. Short Novels of the 1940s, 1989), volume n. 2.9 della collana EdgarMammut, una traduzione in italiano di Roberta Rambelli intitolata Il negozio d'armi è stata inserita nell'antologia Le grandi storie della fantascienza 4 (1942).
Fu selezionato nel 1970 dalla Science Fiction and Fantasy Writers of America come uno dei migliori racconti di fantascienza pubblicati prima della creazione del Premio Nebula, come tale è stato inserito nell'antologia The Science Fiction Hall of Fame, Volume One, 1929–1964.
The Weapon Shops of Isherpubblicato per la prima volta nel numero di Wonder Stories del febbraio 1949.

### Romanzo
La traduzione italiana di Rosetta Colli intitolata Le armi di Isher è stata pubblicata dalla Arnoldo Mondadori Editore per la prima volta nel 1953 nel volume n. 12 e poi di nuovo nel 1966 nel volume n. 432 sempre della collana Urania.
La traduzione italiana di Ugo Malaguti intitolata I negozi d'Armi è stata pubblicata dalla Libra Editrice nel 1977 nel volume n. 5 della collana I Classici della Fantascienza intitolato Le armi di Isher, che contiene anche l'altro romanzo del ciclo nella traduzione di Malaguti.
La traduzione italiana di Riccardo Valla pure intitolata I negozi d'Armi è stata pubblicata dalla Editrice Nord nel 1978 nel volume n. 33 della collana Cosmo oro e dalla Euroclub nel 1980 nel volume n. 3/4 (anno I) della collana Grandi Scrittori di Fantascienza, anch'essi intitolati Le armi di Isher e comprendenti anche l'altro romanzo del ciclo nella traduzione di Valla. Nel 2006 la Mondadori ha pubblicato la traduzione di Valla singolarmente nel volume n. 20 della collana Urania Collezione.

## Trama
Il racconto The Seesaw narra le avventure del giornalista MC Allister che, durante l'apparizione di un negozio d'armi ai nostri giorni, vi entra e sparisce con il negozio. Egli in effetti effettua un balzo temporale di 7000 anni nel futuro, trovandosi all'interno di un negozio d'armi carico di energia temporale, McAllister carico di questa energia viene sfruttato per spostare un edificio, con all'interno una nuova arma dell'impero contro i negozi d'armi, nel futuro, il tutto come una specie di altalena: da un lato McAllister, dall'altro l'edificio governativo ed il negozio d'armi come fulcro. Ciò porta l'edificio pochi mesi avanti nel tempo e McAllister all'inizio di tutto, dove libererà la sua energia temporale partecipando o essendo il big bang.
Nel racconto The Weapon Shop del 1942, Fara Clark, il protagonista, si confronta con la burocrazia, le leggi monolitiche dell'impero di Isher e con "gli squali" finanziari che sfruttano cavilli legali per defraudarlo di tutto ciò che possiede. A questa situazione drammatica fa da contrappeso l'altra faccia della società Isheriana i venditori di armi, che grazie ad alcune tecnologie riescono a resistere agli attacchi degli imperiali e tramite la loro organizzazione rendono giustizia a Fara.

## Critica
Boucher e McComas hanno elogiato Weapon Shops definendolo "un melodramma complicato e finemente eccitante".
P. Schuyler Miller ha recensito favorevolmente il romanzo, affermando che "Ci vorrà intelligenza agile solo per sapere cosa sta succedendo, o perché, in qualsiasi dato momento".
Secondo il critico del New York Times Basil Davenport il romanzo "inizia abbastanza bene," ma man mano che procede l'attenzione del lettore viene "malamente divisa".